# Forum Marinum

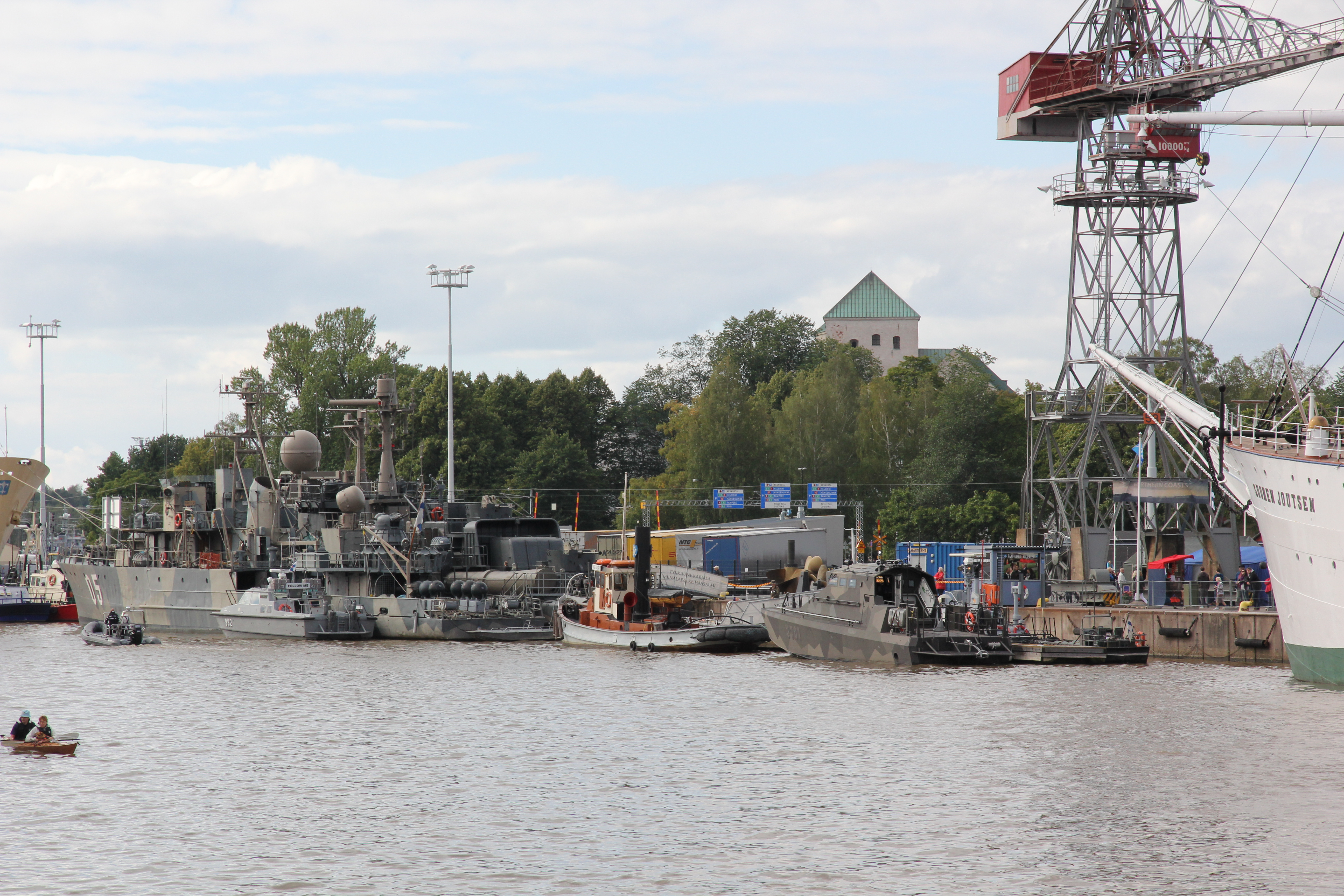
S/S Vetäjä V bakom kanonbåten Karjala, minläggaren Keihässalmi och ledningsbåten Träskö vid Forum Marinum

Forum Marinum är ett finländskt museum i Åbo som beskriver sjöfartens och sjöstridskrafternas historia.
Utställningarna är fördelade på två byggnader: Slottsbommen och Kronomagasinet. Förutom museet finns en museibutik, ett kafé samt en restaurang. Museet är också ett aktivt maritimt center.

## Museets samlingar
I samlingarna ingår flera fartyg och båtar förtöjda vid kajen i Aura å och många möjliga att besöka. De största är den barken Sigyn, fullriggaren Suomen Joutsen, minfartyget Keihässalmi samt kanonbåten Karjala. Många båtar är uppställda inomhus.
Det kanske mest kända fartyget i samlingarna är ketchen Daphne som tidigare ägdes av Göran Schildt. Daphne har nått världsrykte genom flera av Schildts böcker, där han beskriver sina äventyr med henne i Medelhavet.